# Johannes Secundus

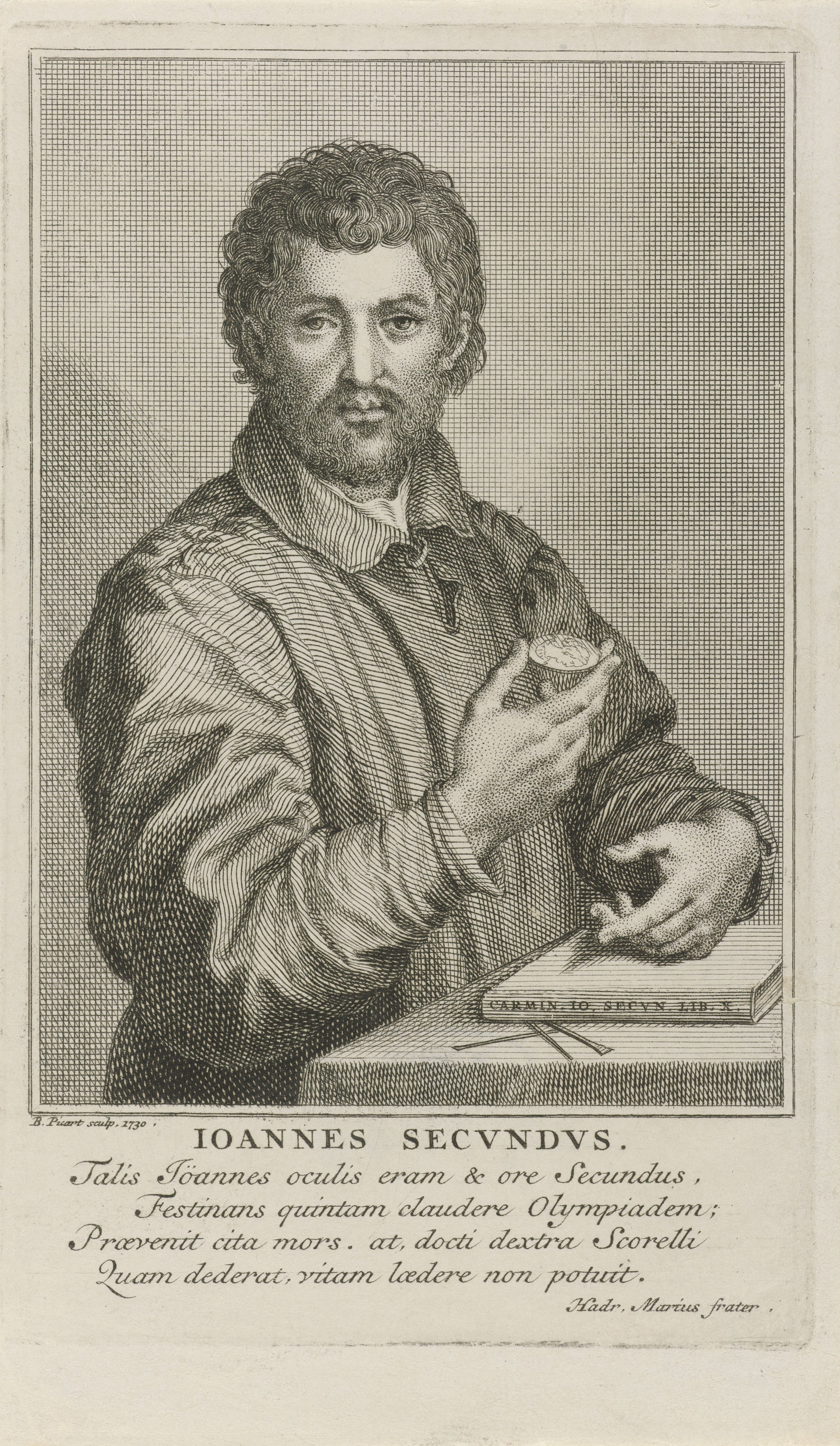
Janus Secundus

Johannes Secundus (auch Janus Secundus, eigentlich Johann Nico Everaerts; * 15. November 1511 in Den Haag; † 25. September 1536 bei Saint-Amand) war ein niederländischer Dichter, Maler und Bildhauer. Er entsprach mit dieser Vielseitigkeit dem Renaissance-Ideal eines universalen Künstlers. Seine beiden Brüder, Hadrianus Marius und Nicolaus Grudius, waren ebenfalls berühmte neulateinische Dichter.
Sein Vater war Nicolaes Everaerts, ein seinerzeit berühmter Jurist und Freund des Erasmus von Rotterdam. 1528 zog die Familie von Den Haag nach Mechelen, wo Secundus sein erstes Werk mit lateinischen Elegien verfasste. 1532 ging er zusammen mit seinem Bruder nach Bourges, um Rechtswissenschaften zu studieren. Er erwarb dort seine Lizenz (licentia) und ging im Jahr 1533 nach Madrid an den spanischen Hof Karl V., wo ein weiterer Bruder, Grudius, wirkte. Dort verbrachte Johannes zwei Jahre als Sekretär des Erzbischofs von Toledo. Aus Krankheitsgründen kehrte er nach Mechelen zurück und starb bei St. Amand im September 1536 im Alter von 24 Jahren.
Secundus war ein eifriger Schreiber und verfasste in seinem kurzen Leben zahlreiche Bücher mit Elegien, Epigrammen, Oden, Versepisteln und auch viele Prosawerke in neulateinischer Sprache.
Sein wichtigstes Werk sind die Basia, eine Zusammenstellung von 19 Gedichten in verschiedenen Versmaßen, in denen er in Nachahmung Catulls das Sujet des Kusses behandelt. Zu den Themen zählen die natürliche Fruchtbarkeit, die „Arithmetik des Kusses“, Küsse als Nahrungs- und Heilquelle, Küsse, die Verwundungen oder Tod bringen, und der Seelentausch durch das Küssen.
Secundus führte Elemente des Neuplatonismus und des Petrarkismus in sein Werk ein.

## Ausgaben und Übersetzungen
- Joannes Secundus: Opera nunc primum in lucem edita. Facsimile of the edition Utrecht 1541. De Graaf, Nieuwkoop 1969
- Simon Bunke (Hrsg.): Johannes Secundus: Basia. Die Küsse. Lateinischer Text mit der deutschen Übersetzung von J[ohann] G[eorge] Scheffner. Aisthesis, Bielefeld 2010, ISBN 978-3-89528-806-7
- Paul Murgatroyd (Hrsg., Komm., Übers.): The Amatory Elegies of Johannes Secundus, Koninklijke Brill N.V. (Leiden), 2000.